# Albert De Smaele (éditeur)
Pour les articles homonymes, voir Albert De Smaele.
Albert De Smaele (Schaerbeek, 18 juin 1921 - Etterbeek, 25 avril 2009) était un avocat, éditeur et journaliste belge.

## Biographie

### Jeunesse
Albert De Smaele, fils d'un industriel d'Alost, a étudié au Collège Sint-Jozef à Alost. Il a ensuite obtenu un doctorat en droit à l'Université catholique de Louvain, ainsi qu'une licence en droit notarial et en sciences politiques et sociales. En tant qu'étudiant, il était membre actif et leader de la Katholieke Studentenactie en Flandre Orientale et du KVHV. Après la guerre, il a travaillé pendant six mois comme attaché de presse auprès du ministre Jacques Basyn. Il a ensuite effectué un stage de sept mois au barreau de Bruxelles. Pendant cette période, il s'est fiancé à Godelieve Sap, une fille de Gustave Sap.

### De Standaard NV
À la mort de Gustave Sap en 1940, ses actions de De Standaard NV ont été transférées à sa veuve Antoinette Gylsen. Après la guerre et à la fin de l'interdiction de publication imposée par le tribunal, elle y envoie en 1946 son futur gendre Albert De Smaele, alors jeune avocat, dans l'intérêt de la famille.
Albert De Smaele relance avec succès De Standaard le 1er mai 1947. Il a également occupé le poste de rédacteur en chef jusqu'en 1960 et a continué à diriger le groupe jusqu'à la faillite de l'éditeur le 8 juin 1976. La forte croissance du groupe dans les années 1960 et le recrutement de journalistes tels que Max Wildiers, Lode Bostoen, Manu Ruys, Louis De Lentdecker, Gaston Durnez, Maria Rosseels, Hugo De Ridder et Frans Verleyen lui sont attribués.
Albert De Smaele a également été membre du conseil d'administration de la VRT de 1960 à 1972.
De Smaele a poursuivi une politique d'expansion agressive chez De Standaardgroep avec de nombreuses acquisitions de titres de médias et d'imprimantes. Certaines sources suggèrent que la faillite de 1976 est devenue inévitable en raison de l'attitude rigide d'un certain nombre de financiers; d'autres préfèrent blâmer le style d’entrepreneuriat jugé mégalomaniaque chez De Smaele.
Quelques semaines plus tard, la Vlaamse Uitgeversmaatschappij (aujourd'hui Corelio) est fondée avec le soutien de la compagnie maritime anversoise André Leysen . Depuis, De Standaard est édité par cette société. Albert De Smaele s'est retiré des affaires.
En juin 1980, Albert De Smaele a été déclaré en faillite et condamné par le tribunal correctionnel de Bruxelles pour non-respect de la réglementation en matière de TVA en vue d'obtenir un crédit. Toutes les autres allégations n'ont pas été retenues.

### Mariage et fin de vie
Par la suite, De Smaele n'était plus le même homme aux yeux du public. Par mariage avec Godelieve Sap le 9 novembre 1946, Albert De Smaele est devenu le beau-frère d'André Vlerick, marié à Cécile Sap, et Jan Piers, également marié à une fille de Gustave Sap. Avec sa femme, ils ont eu cinq enfants. Albert De Smaele est décédé le 25 avril 2009.